# Faro de Isla de Farallón
El Faro de Isla de Farallón está ubicado sobre las costa del Río de la Plata, en la Isla Farallón, sobre la costa de Colonia, Uruguay. 

## Características
Fue iluminado el 1 de octubre de 1876. Su estructura se caracteriza por sus 24 metros de altura, en la cual en su cima se encuentra  una torre cilíndrica y una cúpula de fibra de vidrio, diseñada con cuatro franjas blancas y tres rojas, sobre una base de hormigón, mampostería y construcción al pie de color  blanco. En el año 1928 se concretó por primera vez su autorización, siendo el primero en Uruguay en contar con una tecnológica que le permitía funcionar de forma automática desde la caída del sol, hasta la salida del mismo. En caso de que las mantillas que producían el foco de luz se quemaran o dejasen de funcionar, un mecanismo permitía su reemplazo de manera rápida y ágil. En la actualidad este mecanismo mediante gas acetileno fue remplazado por paneles solares, quienes permiten un alcance luminoso de 10,2 millas náuticas.
El 10 de febrero de 2004, y con el código 2004-04-S, el Correo Uruguayo emitió  una serie de sellos con un valor de $10 (pesos uruguayos), dedicados al faro de Isla Farallón..